# Скереда палестинська
Скереда палестинська, лагозерис палестинський (Crepis sancta) — вид рослин із родини айстрових (Asteraceae). Видовий епітет лат. sancta означає «свята».

## Біоморфологічна характеристика
Однорічна рослина 5–45(60) см заввишки. Стебла в нижній частині щетинисто-волосисті, верхня частина стебла та обгортки залозисто-волосисті, рідше голі. Листки перисторозсічені чи зубчасто-лопатеві, в розетці. Кошики поодинокі чи в нещільному суцвітті, багатоквіткові, зазвичай пониклі після цвітіння. Обгортка тонко-яйцювата, 6–11 мм завдовжки. Квітки жовті. Сім'янки не однакові, 3–4 мм завдовжки. Крайові сім'янки білуваті, лінійно-ланцетні, з 3 ребрами; серединні — коричневі, з 8–10 дрібноволосистими реберцями; внутрішні — подібні до серединних, але з голими ребрами. Папус довжиною 4-5 мм, білий. 2n=10.

## Середовище проживання
Зростає у Єгипті, Європі, західній і південно-західній Азії.
В Україні вид росте на сухих трав'янистих та кам'янистих схилах, у засмічених місцях — у Донецькому Лісостепу, у Степу (Приазов'ї), по всьому Криму, досить звичайно.

## Використання
Листки сирими можна використовувати в салаті.